# Nāḩiyat Markaz Dayr az Zawr
Nāḩiyat Markaz Dayr az Zawr (arabiska: ناحية مركز دير الزور) är ett subdistrikt i Syrien.   Det ligger i provinsen Dayr az-Zawr, i den östra delen av landet, 400 km nordost om huvudstaden Damaskus.
Trakten runt Nāḩiyat Markaz Dayr az Zawr är ofruktbar med lite eller ingen växtlighet. Runt Nāḩiyat Markaz Dayr az Zawr är det ganska glesbefolkat, med 29 invånare per kvadratkilometer.